# برایتون ۳۲۵۷۱
سیارک ۳۲۵۷۱ (به انگلیسی: 32571 Brayton، نامگذاری:2001QA72) سی و دو هزار و پانصد و هفتاد و یکمین سیارک کشف شده‌است که در ۲۰ اوت ۲۰۰۱ کشف شد.